# The Night Manager
The Night Manager  (Brasil: O Gerente Noturno / Portugal: O Gerente da Noite) é um romance de espionagem de John le Carré publicado em 1993. É o seu primeiro romance pós-Guerra fria, detalhando uma operação secreta para derrubar um importante traficante de armas internacional.

## Enredo
No início de tudo, Jonathan Pine é apenas o gerente da noite num Hotel de Luxo. Mas quando uma tentativa isolada para passar informações às autoridades britânicas – sobre um homem de negócios com transacções suspeitas no hotel – resulta em consequências terríveis, e pessoas próximas a Pine começam a morrer, ele empenha-se numa batalha contra forças tão poderosas que nem pode imaginar.

## Adaptação
Em 10 de Janeiro de 2015, a produção de uma adaptação foi anunciada. Dirigida por Susanne Bier, a mini-série de seis partes foi exibida na BBC One no Reino Unido e começou a ser transmitida pela AMC nos EUA em Abril de 2016. O elenco inclui Tom Hiddleston como Pine, Hugh Laurie como Roper, Olivia Colman como Burr, Tom Hollander como Corkoran e Elizabeth Debicki como Jed.

## Ligações exteriores
- John le Carré interview (1993)